# Wirus Ebola
Wirus Ebola, EBOV (od ang. Ebola virus), wcześniej nazywany oficjalnie Zaire Ebolavirus – takson wirusów (grupa wirusów) należących do gatunku Zaire Ebolavirus, z rodzaju Ebolavirus i rodziny Filoviridae (wirusy należące do tej rodziny nazywane są filowirusami). Rodzina Filoviridae należy do rzędu Mononegavirales.
Gatunek Zaire Ebolavirus jest gatunkiem typowym rodzaju Ebolavirus. Jest najbardziej niebezpiecznym (pod względem liczby zakażeń i śmiertelności) z pięciu gatunków wchodzących w skład tego rodzaju wirusów, z których cztery wywołują gorączkę krwotoczną Ebola – ciężką chorobę zakaźną (z grupy gorączek krwotocznych) u ludzi i innych naczelnych. Nazwa wirusa pochodzi od nazwy rzeki Ebola w północnej części Demokratycznej Republiki Konga, gdzie odnotowano pierwsze przypadki choroby wywołanej tym wirusem.

## Budowa
Materiał genetyczny stanowi jednoniciowe RNA o ujemnej polarności. Podobnie jak wirus Marburg przypomina poskręcaną pałeczkę, ale wykazuje odmienność antygenową. Ebola zbudowana jest z siedmiu białek, z których nie przebadano jeszcze czterech, a co najmniej jedno z nich jest odpowiedzialne za supresję (spowolnienie) działania układu immunologicznego.

## Patogenność
Wirusy te są przyczyną poważnych i trudnych w leczeniu, występujących endemicznie na obszarze Afryki gorączek krwotocznych Ebola (EHF). Najwięcej ofiar pochłonęła epidemia w Afryce Zachodniej (2014).

### Zakaźność, drogi szerzenia i rezerwuar
Epidemia choroby rozpoczyna się od osób, które miały kontakt z krwią lub innymi płynami ustrojowymi zakażonych zwierząt, takich jak małpy czy owocożerne nietoperze. Uważa się, że naturalnym rezerwuarem zarazków są owocożerne nietoperze, jednak pomimo intensywnych badań nie zostało to potwierdzone. Następnie wiriony mogą być przenoszone pomiędzy ludźmi poprzez bezpośredni kontakt z krwią i innymi płynami ustrojowymi chorych oraz zmarłych na tę chorobę osób, a także poprzez bezpośredni kontakt z przedmiotami skażonymi przez ich krew i inne płyny ustrojowe.

### Odporność populacji
Występuje powszechna wrażliwość. Prace nad szczepionką trwają. Wykryto przeciwciała u niektórych badanych pacjentów.

### Zastosowania filowirusów jako broni biologicznej
Wirus gorączki krwotocznej Ebola jest wymieniany w kategorii A jako jeden z najgroźniejszych czynników o wysokim potencjale bioterrorystycznym. Nigdy jednak nie były użyte na polu walk. Obecnie ich znaczenie jako broni B jest wątpliwe, ze względu na szczególne tendencje wirusa do samoograniczania swojego rozszerzania (duża śmiertelność i gwałtowny przebieg). Poza tym jedną z trudności przy wykorzystaniu eboli jako broni biologicznej jest problem z uzyskaniem wirusa. Podobna sytuacja dotyczy wirusa Marburg, który charakteryzuje się jednak znacznie mniejszą wirulencją.

## Wrażliwość na czynniki zewnętrzne
Wirusy te wrażliwe są na promieniowanie jonizujące, światło słoneczne (promienie UV), wysoką temperaturę oraz powszechnie dostępne chemiczne środki do dezynfekcji, np. mydło.

## Historia odkrycia
Odkryty w 1976 w czasie epidemii w Zairze (ognisko znajdowało się prawdopodobnie koło rzeki Ebola, dlatego też tak nazwano tego wirusa) i Sudanie (w Zairze wykazywał większą wirulencję i śmiertelność).

## Szczepionka
W lutym 2008 doniesiono, że przeprowadzono pomyślne testy na małpach. Zwiększa to szansę odkrycia szczepionki skutecznej dla ludzi, nad którą naukowcy pracują od 2009 roku.
Opracowano wiele kandydatek na szczepionkę przeciwko wirusowi Ebola w dekadzie przed 2014, ale od października 2014 żadna nie została jeszcze zatwierdzona przez amerykańską Agencję Żywności i Leków do stosowania u ludzi.

### Szczepionka VSV-EBOV

#### Udana próba
W grudniu 2016 r. badanie wykazało, że szczepionka rVSV-ZEBOV ma 70-100% skuteczności przeciwko wirusowi Ebola, co czyni ją pierwszą potwierdzoną szczepionką przeciwko tej chorobie. Szczepionka rVSV-ZEBOV (Recombinant vesicular stomatitis virus–Zaire Ebola virus) jest szczepionką rekombinowaną, zdolną do replikacji. Składa się z wirusa pęcherzykowego zapalenia jamy ustnej (VSV), który został genetycznie zaprojektowany do ekspresji glikoproteiny z wirusa Zairera, aby wywołać neutralizującą odpowiedź odpornościową na wirusa Ebola. Została stworzona przez naukowców z Narodowego Laboratorium Mikrobiologii w Winnipeg w Kanadzie, które jest częścią Public Health Agency of Canada (PHAC). Firma PHAC wydała licencję na małą firmę, NewLink Genetics, która rozpoczęła opracowywanie szczepionki; NewLink przekierowało licencję na Merck w 2014 r. Od grudnia 2016 r. nie jest dostępna do celów komercyjnych.
Uważa się, że początek skuteczności występuje w ciągu pięciu dni. Jak długo występują korzyści, nie wiadomo.

#### Efekty uboczne
Działania niepożądane są zazwyczaj łagodne do umiarkowanych. Mogą obejmować bóle stawów, uczucie zmęczenia, ból głowy, ból w miejscu wstrzyknięcia i bóle mięśni.

#### Chemia
RVSV-ZEBOV jest atenuowanym rekombinowanym wirusem pęcherzykowego zapalenia jamy ustnej, w którym gen glikoproteiny otoczki zastępuje się genem wirusa Ebola, szczepu Kikwit 1995 Zaire. Wytwarzanie szczepionki w badaniu fazy I przeprowadzono przez IDT Biologika. Produkcja szczepionki na potrzeby badania fazy III dokonywała Merck, wykorzystując komórki z kotawców, które Merck już użył do szczepionki RotaTeq przeciwko rotawirusowi.

### Inne szczepionki
| Szczepionka                                                       | Powiązane organizacje               | Status                                        |
| ----------------------------------------------------------------- | ----------------------------------- | --------------------------------------------- |
| Chimp adenovirus 3 vectored glycoprotein (cAd3-EBO Z)             | GSK & NIAID                         | Faza III luty 2016                            |
| rVSV vectored glycoprotein (VSV-EBOV)                             | Newlink Genetics & Merck            | w użyciu (flare ups/ Afryka Zachodnia)        |
| Human adenovirus 5 vectored 2014 glycoprotein insert              | BIT & CanSino                       | Faza I zakończona                             |
| Adenovirus 26 vectored glycoprotein / MVA-BN (Ad26.ZEBOV/ MVA-BN) | Johnson & Johnson                   | Faza I zakończona kwiecień, 2016              |
| HPIV-3 vectored glycoprotein                                      | Ministry of Health (Russia)         | Faza I planowana                              |
| Rabies vectored glycoprotein                                      | Thomas Jefferson University & NIAID | Zakończona dla naczelnych innych niż człowiek |
| Purified glycoprotein                                             | Protein Sciences                    | Rozpoczęto dla naczelnych innych niż człowiek |
| Ebola ∆VP30 H2O2 treated                                          | University of Wisconsin-Madison     | Zakończona dla naczelnych innych niż człowiek |

#### Badania kliniczne w Afryce Zachodniej
W styczniu 2015 Marie-Paule Kieny, asystentka dyrektora generalnego systemów opieki zdrowotnej i innowacji WHO, ogłosiła, że szczepionki cAd3-EBO Z i VSV-EBOV wykazały akceptowalne profile bezpieczeństwa podczas wczesnego testowania i wkrótce przystąpi się do prób na szeroką skalę w Liberii, Sierra Leone i Gwinei. Badania miały obejmować 27 000 osób i obejmowały 3 grupy – członkowie pierwszych dwóch grup otrzymywali dwie testowane szczepionki, a trzecia grupa otrzymała placebo. Obie szczepionki pomyślnie ukończyły 2. fazę badań. W kwietniu 2015 r. w Liberii i Sierra Leone, i w Gwinei w marcu 2016 r. rozpoczęto szeroko zakrojone badania dotyczące fazy 3.

## Ebola w literaturze i filmie
Szczególnie wirus Ebola i gorączka krwotoczna, którą wywołuje, są tematem filmów fantastyczno-naukowych (podobnie jak w przypadku wirusa Machupo). Wirus ten jest też tematem głównym filmu Johna Murlowskiego Wirus.
W powieści Dekret Tom Clancy opisuje atak biologiczny na Stany Zjednoczone przy użyciu wirusa Eboli. Tematykę walki z Ebolą porusza również Robin Cook w Epidemii.
Walka z rozprzestrzenianiem się wirusa Ebola w Afryce została opisana w książce Richarda Prestona „Strefa skażenia” (ang. The hot zone).